# Локвуд, Роберт
Роберт Локвуд-младший (англ. Robert Lockwood Jr.; 27 марта 1915, Туркей Скрэтч, Арканзас, США  — 21 ноября 2006, Кливленд, Огайо, США) — американский блюзовый гитарист, пианист, вокалист и автор песен. Лауреат премии Грэмми в номинации «Лучший альбом традиционного блюза» (2008). Семикратный лауреат Blues Music Awards в номинациях «Альбом традиционного блюза» (1980), «Исполнитель традиционного блюза»  (1982, 1994, 1999, 2007), «Альбом традиционного блюза» (1996), «Альбом акустического блюза» (2001), номинант в категориях «Исполнитель традиционного блюза» (1980, 1983, 1984, 1987, 1989, 1991, 1994, 1995, 1996, 2001, 2002, 2004, 2005, 2006), «Архивный блюзовый альбом» (2008). Член Зала славы блюза (1989). Считается единственным прямым учеником легендарного блюзмена Роберта Джонсона . Опирааясь на свое раннее обучение традиционному блюзу, создал свой собственный уникальный стиль с джазовым оттенком, который за его почти семидесятилетнюю карьеру принёс ему признание от серьезных блюзовых гитаристов .

## Биография
Роберт Локвуд родился в 1915 году в деревушке Туркей Скрэтч в Арканзасе в семье Роберта Локвуда-старшего и Эстер Рис Локвуд. Он начал играть на органе в церкви его отца в восьмилетнем возрасте. Как вспоминал Локвуд, ему нравилось играть блюз и на органе, но только не в присутствии его деда-проповедника .  Родители Роберта Локвуда развелись, и его мать с 1928 года жила с Робертом Джонсоном вплоть до его смерти. Джонсон стал учить играть на гитаре Локвуда, а также обучил таймингу и умению держаться на сцене. В дальнейшем на протяжении всей карьеры в среде блюзовых музыкантов он имел прозвище «Роберт-младший Локвуд» (с акцентом на «младший» Роберт, а не «младший» Локвуд), хотя сам музыкант к прозвищу относился с неприязнью.
В 15-летнем возрасте Роберт Локвуд уже выступал профессионально в окрестностях Хелены. Он часто играл с самим Робертом Джонсоном, а также с Сонни Бой Уильямсом II и Джонни Шайнсом. В 1930-е музыкант выступал повсеместно по Дельте Миссисипи: в закусочных, джук-джойнтах и просто на углах улиц. По легенде однажды он играл на берегу Sunflower River, а Роберт Джонсон играл на другом берегу, и жители Кларксдейла не могли решить где играет настоящий Джонсон .
В течение 1937—1939 годов Локвуд выступал с Сонни Бой Уильямсом II и Элмором Джеймсом в основном в Уиноне, Гринвуде и Гринвилле и Кларксдейле. В 1938 году выступал в Мемфисе с Хаулином Вулфом, в 1939 и 1940 годах выступал в Сент-Луисе и Чикаго. 1 июля 1941 года впервые, вместе с Доктором Клейтоном, записался для компании Bluebird в Ороре. 30 июля того же года он выпустил свои первые релизы под собственным именем, два сингла, содержащие четыре песни: «Little Boy Blue» и «Take a Little Walk With Me»,  «I’m Gonna Train My Baby» и «Black Spider Blues». Эти песни исполнялись музыкантом в течение всей его карьеры. 
Начиная с 1941 года Локвуд и Уильямсон начали свои выступления в ежедневной радиопередаче King Biscuit. Несколько лет в ранние 1940-е они выступали вместе в окрестностях Хелены. С 1944 по 1949 год Локвуд играл в Уэст-Мемфисe, Чикаго, Сент-Луисе и Мемфисе. Он оказал влияние на игру Би Би Кинга и недолго играл в его группе в начале карьеры Би Би Кинга в Мемфисе. В 1950 году Роберт Локвуд поселился в Чикаго. В Чикаго Локвуд стал участником группы The Aces и сыграл важную роль в развитии чикаго-шаффла, блюзовой инновации, исполняемой на инструментах с электрическими усилителями, которая послужила прототипом классического рок-н-ролла . В 1951 и 1954 годах он выпустил ещё два сингла. В 1954 году он заменил гитариста Луиса Майерса в группе Литтл Уолтера Little Walter and the Jukes и в 1955 году сыграл в песне «My Babe», хите № 1 Литтл Уолтера. В 1957 году Роберт Локвуд покинул группу Уолтера. Его записи 1950-х годов в качестве гитариста Little Walter and the Jukes группы создали совершенно новое звучание, преодолев разрыв между кантри-блюзом и городским джамп-блюзом. Усиленная губная гармоника Литтла Уолтера наполняла зал ослепительными свинговыми риффами, на которые Локвуд отвечал скользящими джазовыми аккордами и быстрыми вставками .
В конце 1950-х он участвовал в записи Уильямсона для Chess Records, вместе с Вилли Диксоном и Отисом Спэнном, и потом много записывался сессионном с такими блюзменами как Эдди Бойд, Саннилэнд Слим, Дж. Б. Ленойр, Мадди Уотерс и многими другими. «Когда он перечисляет людей, с которыми играл, это звучит как „Кто есть кто“ в блюзе» 
В 1960 году музыкант вместе с Уильямсоном перебрался в Кливленд, где и жил до конца жизни, выступая в основном со своей группой Robert Lockwood Jr. & the All Stars в различных барах и кафе города. Его выступления проходили каждый вечер среды и он отыграл своё последнее шоу за два дня до того, как почувствовал себя плохо из-за аневризмы, приведшей к смерти. Вместе с тем, музыкант много гастролировал, в США и за рубежом.
В течение 1970 — 1990 годов Роберт Локвуда активно записывался как бэнд-лидер. В возрасте 60 лет Роберт Локвуд открыл для себя 12-струнную гитару, и с 1975 года до конца жизни выступал и записывался в основном с ней. Его наиболее известная гитара, изготовленная на заказ японскими мастерами, с февраля 2023 года демонстрируется в музее Зала славы рок-н-ролла. До увлечения 12-струнной гитарой, Локвуд, будучи поклонником Чета Аткинса, обычно играл на электрогитаре Gretsch Country Gentleman, получившей одобрение Аткинса .
В 1989 году Роберт Локвуд был введён в Зал славы блюза. Его выступлением вместе с Генри Таунсендом, Пайнтопом Перкинсом и Дэвидом «Хонейбоем» Эдвардсом, записанное в 2004 году и выпущенное в 2007 году под названием Last of the Great Mississippi Delta Bluesmen: Live in Dallas завоевало в 2008 году «Грэмми» в номинации «Лучший альбом традиционного блюза». В 1995 году получил награду National Heritage Fellowship, присуждаемую Национальным фондом искусств США, высшую награду, присуждаемую правительством США за заслуги в области народного искусства.
Роберт Локвуд умер в возрасте 91 года от аневризмы головного мозга и инсульта, похоронен на Riverside Cemetery в Кливленде. Оставил после себя жену Мэри Смит Локвуд и четырёх приёмных детей, и четырёх приёмных детей от первого брака с Энни Робертс Локвуд, умершей в 1997 году.
В Кливленде в честь музыканта названа улица Robert Lockwood Jr. Drive. Роберт Локвуд был почётным доктором гуманитарных наук Университета Кейс Вестерн Резерв в Кливленде и почётным доктором музыки Государственного университета Кливленда .
«Локвуд не хотел играть в одном стиле. Ему также нравилась музыка Каунта Бэйси и Рэя Чарльза. Его последовательности аккордов и импровизации выходят за рамки блюза и переходят в джаз. „Журнал Rolling Stone говорит, что я не блюзовый музыкант“, — сказал Локвуд».
«Солируя, Локвуд мог разобрать классическую фортепианную пьесу, такую как „Cow Cow Blues“ или „Pinetop’s Boogie Woogie“, и безупречно воссоздать на гитаре партии как левой, так и правой руки. Этот подход восходит к таким великим музыкантам 1920-х и 1930-х годов, как Биг Билл Брунзи и Ричард Харней, — эпохе, когда лишь гитара или фортепиано и составляли всю группу. В таком стиле игры пальцами, Локвуд был последним мастером своего поколения» .
Обозреватель The New York Times отметил, что «хотя он мог играть в старом стиле дельта-блюза, он перенял блюз со всей территории Соединенных Штатов, и сильно опирался на гармонии и фразировку джаза» .
Роберт Кристгау отзываясь об альбоме Локвуда Does 12 1977 года, в 1981 году в сборнике Christgau’s Record Guide: Rock Albums of the Seventies сказал что «Поклонники городского блюза оценят эту пластинку самопровозглашённого наследника Роберта Джонсона. Он даже может похвастаться рискованным прогрессивным саксофоном и двенадцатиструнной гитарой, которые не наносят вреда не терпящему, как всем известно, компромиссов жанру. Но Локвуд — ничем особо не выдающийся интерпретатор вокала, и только одна песня — невозмутимая „Selfish Ways“ — достойна интерпретации как таковой».
«Хотя Локвуд был одним из самых выдающихся музыкантов своего времени, он никогда не добился успеха, соразмерного своей репутации. Он был наиболее известен как аккомпаниатор более ярких звезд, особенно Сонни Боя Уильямсона и Литтла Уолтера» 
«Локвуд никогда не соответствовал сумасбродному образу беспорядочного блюзмена. Он считал себя серьёзным, прогрессивным музыкантом, который вел себя достойно и профессионально. Часто столь же вспыльчивый, сколь и авторитетный, Локвуд требовал уважения и компетентности от тех, с кем работал, и, в свою очередь, дарил песни, аранжировки, советы и уроки музыки как начинающим блюзовым музыкантам, так и признанным артистам, начиная с 1940-х годов» 

## Дискография
- Otis Spann Featuring: St. Louis Jimmy And Robert Lockwood, Jr. — Walking The Blues (1972)
- Steady Rollin' Man (1973)
- Contrasts (1974)
- Robert Jr. Lockwood & The Aces — Blues Live! (1975)
- Does 12 (1977)
- The Baddest New Guitar (1980)
- Robert Jr. Lockwood* & Johnny Shines — Hangin' On (1980)
- Robert Jr. Lockwood & Johnny Shines — Mister Blues Is Back To Stay (1981)
- Robert Jr. Lockwood & The Aces — Blues Live! II (1989)
- What's The Score? (1990)
- Robert Jr. Lockwood Plays Robert (Johnson) & Robert (Lockwood) (1992)
- Swings In Tokyo - Live At The Park Tower Blues Festival '95 (1996)
- I Got To Find Me A Woman (1997)
- Delta Crossroads (2000)
- The Legend Live (2004)
- Robert Lockwood Jr. & Boogie Bill Webb – The Blues Of Robert Lockwood Jr. (2004)
- Last Of The Great Mississippi Delta Bluesman — Live in Dallas (2007)